# Arwen Undómiel
Arwen Undómiel é uma personagem fictícia nas obras de J. R. R. Tolkien. Ela aparece em seu romance, O Senhor dos Anéis, normalmente publicado em três volumes. Arwen é uma dos meio-elfos que viveram durante a Terceira Era. Era extremamente parecida com Lúthien Tinúviel, de quem era parente, e conheceu Aragorn na floresta de Rivendell enquanto caminhava. Ela acabou renunciando a sua imortalidade élfica por este amor e casou-se com Aragorn II Elessar em Minas Tirith com a bênção de Elrond, tornando-se assim a rainha dos reinos de Gondor e Arnor. Na série de filmes O Senhor dos Anéis de Peter Jackson, foi interpretada pela atriz Liv Tyler.

## Enredo

### História
Arwen é a filha mais nova de Elrond e Celebrían. Seus irmãos mais velhos são os gêmeos Elladan e Elrohir. Seu nome Ar-wen significa 'nobre donzela' no idioma fictício sindarin. Ela concebeu a alcunha de "Estrela Vespertina" (ou Estrela da Noite), como a mais bonita da última geração dos Altos Elfos na Terra Média. Como dito em O Conto de Aragorn e Arwen, Aragorn em seu vigésimo ano conheceu Arwen pela primeira vez em Rivendell, onde vivia sob a proteção de Elrond. Arwen, após mais de 2700 anos, que recentemente voltou para a casa de seu pai, depois de viver por um tempo com a avó Senhora Galadriel em Lórien. Aragorn se apaixonou por ela à primeira vista. Cerca de trinta anos depois, os dois se reencontraram em Lórien. Retribuiu o amor de Aragorn, e no monte de Cerin Amroth comprometeram-se a casar com o outro.
Arwen aparece pela primeira vez nos textos de O Senhor dos Anéis em Rivendell logo após Frodo acordar na Casa de Elrond. Ela sentou-se ao lado de seu pai na festa de comemoração. Quando a Sociedade do Anel veio a Lothlórien, Aragorn lembrou sua reunião anterior e fez uma pausa em reverência a Cerin Amroth. Pouco antes de Aragorn tomar as Sendas dos Mortos, ele foi acompanhado por um grupo de Dúnedain do Norte, acompanhado pelos irmãos de Arwen, Elladan e Elrohir, que lhe trouxe como presente de sua irmã uma bandeira de pano preto. A bandeira foi desfraldada na Batalha dos Campos de Pelennor para revelar o emblema de Elendil figurada em mithril, pedras preciosas e ouro; este tornou-se o primeiro anúncio público triunfante do retorno do rei.
Após a Guerra do Anel, Aragorn se tornou rei de Arnor e Gondor. Arwen chegou a Minas Tirith, e eles se casaram. Ela deu a Frodo um colar com uma pedra branca, o que lhe ajudou quando a escuridão de seus ferimentos o perturbassem. Suas poucas aparições nos livros sugerem que Arwen é uma personagem secundária em O Senhor dos Anéis; mas ela serve de inspiração e motivação para Aragorn, que deve tornar-se Rei de ambos os reinos antes que Elrond permitisse que ela se casasse com ele. O Conto de Aragorn e Arwen relata que ambos tiveram um filho, Eldarion, e pelo menos duas filhas sem nome. Em 121 da Quarta Era, um ano após a morte de Aragorn, Arwen desistiu de sua vida, com 2901 anos de idade, em Cerin Amroth.

### Antecedentes
Através de seu pai, Elrond, Arwen era neta de Eärendil, o Marinheiro (o segundo dos meio-elfos), bisneta de Tuor de Gondolin, e, portanto, uma descendente direto da antiga Casa de Hador. Através de sua bisavó, Idril, também era descendente do rei Turgon dos Noldor. Através de sua mãe, era neta da Senhora Galadriel e a bisneta de Finarfin. Éomer de Rohan disse que a Senhora Arwen era mais justa do que Galadriel de Lórien, mas Gimli, filho de Glóin pensava diferente. Através de ambos os pais, Arwen era descendente direta da antiga Casa élfica de Casa de Finwë. Além disso, era descendente de Beren e Lúthien Tinúviel, cuja história se parecia com a dela. Na verdade, Arwen foi considerada o reaparecimento na semelhança de sua ancestral Lúthien, a mais bela de todos os elfos, que foi chamada de Rouxinol ('Nightingale', no original; Tinúviel).
Arwen era uma parente muito distante de seu marido Aragorn. O antepassado de seu marido, Elros Tar-Minyatur, o primeiro rei de Númenor, era seu pai, irmão de Elrond, que escolheu viver como um Homem e não como um dos Eldar. Arwen, eventualmente, tornou-se rainha do Reino Reunido de Arnor e Gondor quando se casou com Aragorn, que era da linhagem dos Reis de Arnor. Por Arwen e o casamento de Aragorn, as longas linhagens separadas dos meio-elfos estavam unidas. Sua união também serviu para unir e preservar as linhagens dos Três Reis dos Altos Elfos (Ingwë, Finwë, e os irmãos Elwë), bem como a única linhagem sanguínea maiarina através da tatara-tatara-tatara avó de Arwen, Melian, Rainha de Doriath, e também do lado de Aragorn, através da linha de reis de Arnor e Númenor para Elros, irmão de Elrond, cuja tatara-tatara avó também era Melian.
| Finwë  | Finwë  | Finwë     | Finwë     | Finwë     | Finwë     |           |           | Indis  | Indis  | Indis           | Indis    | Indis    | Indis    |          |          |          |          | Casa de Hador | Casa de Hador | Casa de Hador | Casa de Hador | Casa de Hador | Casa de Hador |                    |                    |                    |                    | Casa de Bëor       | Casa de Bëor       | Casa de Bëor | Casa de Bëor | Casa de Bëor | Casa de Bëor |           |           |                   |                   | Thingol           | Thingol           | Thingol           | Thingol           | Thingol | Thingol |         |         | Melian  | Melian  | Melian  | Melian  | Melian | Melian |
| Finwë  | Finwë  | Finwë     | Finwë     | Finwë     | Finwë     |           |           | Indis  | Indis  | Indis           | Indis    | Indis    | Indis    |          |          |          |          | Casa de Hador | Casa de Hador | Casa de Hador | Casa de Hador | Casa de Hador | Casa de Hador |                    |                    |                    |                    | Casa de Bëor       | Casa de Bëor       | Casa de Bëor | Casa de Bëor | Casa de Bëor | Casa de Bëor |           |           |                   |                   | Thingol           | Thingol           | Thingol           | Thingol           | Thingol | Thingol |         |         | Melian  | Melian  | Melian  | Melian  | Melian | Melian |
|        |        |           |           |           |           |           |           |        |        |                 |          |          |          |          |          |          |          |               |               |               |               |               |               |                    |                    |                    |                    |                    |                    |              |              |              |              |           |           |                   |                   |                   |                   |                   |                   |         |         |         |         |         |         |         |         |        |        |
|        |        | Fingolfin | Fingolfin | Fingolfin | Fingolfin | Fingolfin | Fingolfin |        |        | Anairë          | Anairë   | Anairë   | Anairë   | Anairë   | Anairë   |          |          | Galdor        | Galdor        | Galdor        | Galdor        | Galdor        | Galdor        |                    |                    |                    |                    | Barahir            | Barahir            | Barahir      | Barahir      | Barahir      | Barahir      |           |           |                   |                   |                   |                   |                   |                   |         |         |         |         |         |         |         |         |        |        |
|        |        | Fingolfin | Fingolfin | Fingolfin | Fingolfin | Fingolfin | Fingolfin |        |        | Anairë          | Anairë   | Anairë   | Anairë   | Anairë   | Anairë   |          |          | Galdor        | Galdor        | Galdor        | Galdor        | Galdor        | Galdor        |                    |                    |                    |                    | Barahir            | Barahir            | Barahir      | Barahir      | Barahir      | Barahir      |           |           |                   |                   |                   |                   |                   |                   |         |         |         |         |         |         |         |         |        |        |
|        |        |           |           |           |           |           |           |        |        |                 |          |          |          |          |          |          |          |               |               |               |               |               |               |                    |                    |                    |                    |                    |                    |              |              |              |              |           |           |                   |                   |                   |                   |                   |                   |         |         |         |         |         |         |         |         |        |        |
| Elenwë | Elenwë | Elenwë    | Elenwë    | Elenwë    | Elenwë    |           |           | Turgon | Turgon | Turgon          | Turgon   | Turgon   | Turgon   |          |          |          |          | Huor          | Huor          | Huor          | Huor          | Huor          | Huor          |                    |                    |                    |                    | Beren              | Beren              | Beren        | Beren        | Beren        | Beren        |           |           |                   |                   |                   |                   |                   |                   |         |         | Lúthien | Lúthien | Lúthien | Lúthien | Lúthien | Lúthien |        |        |
| Elenwë | Elenwë | Elenwë    | Elenwë    | Elenwë    | Elenwë    |           |           | Turgon | Turgon | Turgon          | Turgon   | Turgon   | Turgon   |          |          |          |          | Huor          | Huor          | Huor          | Huor          | Huor          | Huor          |                    |                    |                    |                    | Beren              | Beren              | Beren        | Beren        | Beren        | Beren        |           |           |                   |                   |                   |                   |                   |                   |         |         | Lúthien | Lúthien | Lúthien | Lúthien | Lúthien | Lúthien |        |        |
|        |        |           |           |           |           |           |           |        |        |                 |          |          |          |          |          |          |          |               |               |               |               |               |               |                    |                    |                    |                    |                    |                    |              |              |              |              |           |           |                   |                   |                   |                   |                   |                   |         |         |         |         |         |         |         |         |        |        |
|        |        |           |           | Idril     | Idril     | Idril     | Idril     | Idril  | Idril  |                 |          |          |          |          |          | Tuor     | Tuor     | Tuor          | Tuor          | Tuor          | Tuor          |               |               |                    |                    | Nimloth            | Nimloth            | Nimloth            | Nimloth            | Nimloth      | Nimloth      |              |              |           |           |                   |                   | Dior              | Dior              | Dior              | Dior              | Dior    | Dior    |         |         |         |         |         |         |        |        |
|        |        |           |           | Idril     | Idril     | Idril     | Idril     | Idril  | Idril  |                 |          |          |          |          |          | Tuor     | Tuor     | Tuor          | Tuor          | Tuor          | Tuor          |               |               |                    |                    | Nimloth            | Nimloth            | Nimloth            | Nimloth            | Nimloth      | Nimloth      |              |              |           |           |                   |                   | Dior              | Dior              | Dior              | Dior              | Dior    | Dior    |         |         |         |         |         |         |        |        |
|        |        |           |           |           |           |           |           |        |        |                 |          |          |          |          |          |          |          |               |               |               |               |               |               |                    |                    |                    |                    |                    |                    |              |              |              |              |           |           |                   |                   |                   |                   |                   |                   |         |         |         |         |         |         |         |         |        |        |
|        |        |           |           |           |           |           |           |        |        |                 |          |          |          |          |          |          |          |               |               |               |               |               |               |                    |                    |                    |                    |                    |                    |              |              |              |              |           |           |                   |                   |                   |                   |                   |                   |         |         |         |         |         |         |         |         |        |        |
|        |        |           |           |           |           |           |           |        |        | Eärendil        | Eärendil | Eärendil | Eärendil | Eärendil | Eärendil |          |          |               |               |               |               | Elwing        | Elwing        | Elwing             | Elwing             | Elwing             | Elwing             |                    |                    |              |              |              |              |           |           | Eluréd e Elurín   | Eluréd e Elurín   | Eluréd e Elurín   | Eluréd e Elurín   | Eluréd e Elurín   | Eluréd e Elurín   |         |         |         |         |         |         |         |         |        |        |
|        |        |           |           |           |           |           |           |        |        | Eärendil        | Eärendil | Eärendil | Eärendil | Eärendil | Eärendil |          |          |               |               |               |               | Elwing        | Elwing        | Elwing             | Elwing             | Elwing             | Elwing             |                    |                    |              |              |              |              |           |           | Eluréd e Elurín   | Eluréd e Elurín   | Eluréd e Elurín   | Eluréd e Elurín   | Eluréd e Elurín   | Eluréd e Elurín   |         |         |         |         |         |         |         |         |        |        |
|        |        |           |           |           |           |           |           |        |        |                 |          |          |          |          |          |          |          |               |               |               |               |               |               |                    |                    |                    |                    |                    |                    |              |              |              |              |           |           |                   |                   |                   |                   |                   |                   |         |         |         |         |         |         |         |         |        |        |
|        |        |           |           |           |           |           |           |        |        |                 |          |          |          |          |          |          |          |               |               |               |               |               |               |                    |                    |                    |                    | Galadriel          | Galadriel          | Galadriel    | Galadriel    | Galadriel    | Galadriel    |           |           | Celeborn          | Celeborn          | Celeborn          | Celeborn          | Celeborn          | Celeborn          |         |         |         |         |         |         |         |         |        |        |
|        |        |           |           |           |           |           |           |        |        |                 |          |          |          |          |          |          |          |               |               |               |               |               |               |                    |                    |                    |                    | Galadriel          | Galadriel          | Galadriel    | Galadriel    | Galadriel    | Galadriel    |           |           | Celeborn          | Celeborn          | Celeborn          | Celeborn          | Celeborn          | Celeborn          |         |         |         |         |         |         |         |         |        |        |
|        |        |           |           |           |           |           |           |        |        |                 |          |          |          |          |          |          |          |               |               |               |               |               |               |                    |                    |                    |                    |                    |                    |              |              |              |              |           |           |                   |                   |                   |                   |                   |                   |         |         |         |         |         |         |         |         |        |        |
|        |        |           |           |           |           |           |           |        |        |                 |          |          |          |          |          |          |          |               |               |               |               |               |               |                    |                    |                    |                    |                    |                    |              |              |              |              |           |           |                   |                   |                   |                   |                   |                   |         |         |         |         |         |         |         |         |        |        |
|        |        |           |           |           |           |           |           |        |        | Elros           | Elros    | Elros    | Elros    | Elros    | Elros    |          |          |               |               |               |               | Elrond        | Elrond        | Elrond             | Elrond             | Elrond             | Elrond             |                    |                    |              |              |              |              | Celebrían | Celebrían | Celebrían         | Celebrían         | Celebrían         | Celebrían         |                   |                   |         |         |         |         |         |         |         |         |        |        |
|        |        |           |           |           |           |           |           |        |        | Elros           | Elros    | Elros    | Elros    | Elros    | Elros    |          |          |               |               |               |               | Elrond        | Elrond        | Elrond             | Elrond             | Elrond             | Elrond             |                    |                    |              |              |              |              | Celebrían | Celebrían | Celebrían         | Celebrían         | Celebrían         | Celebrían         |                   |                   |         |         |         |         |         |         |         |         |        |        |
|        |        |           |           |           |           |           |           |        |        |                 |          |          |          |          |          |          |          |               |               |               |               |               |               |                    |                    |                    |                    |                    |                    |              |              |              |              |           |           |                   |                   |                   |                   |                   |                   |         |         |         |         |         |         |         |         |        |        |
|        |        |           |           |           |           |           |           |        |        | Reis de Númenor |          |          |          |          |          |          |          |               |               |               |               |               |               |                    |                    |                    |                    |                    |                    |              |              |              |              |           |           |                   |                   |                   |                   |                   |                   |         |         |         |         |         |         |         |         |        |        |
|        |        |           |           |           |           |           |           |        |        |                 |          |          |          |          |          |          |          |               |               |               |               |               |               |                    |                    |                    |                    |                    |                    |              |              |              |              |           |           |                   |                   |                   |                   |                   |                   |         |         |         |         |         |         |         |         |        |        |
|        |        |           |           |           |           |           |           |        |        | Reis de Arnor   |          |          |          |          |          |          |          |               |               |               |               |               |               |                    |                    |                    |                    |                    |                    |              |              |              |              |           |           |                   |                   |                   |                   |                   |                   |         |         |         |         |         |         |         |         |        |        |
|        |        |           |           |           |           |           |           |        |        |                 |          |          |          |          |          |          |          |               |               |               |               |               |               |                    |                    |                    |                    |                    |                    |              |              |              |              |           |           |                   |                   |                   |                   |                   |                   |         |         |         |         |         |         |         |         |        |        |
|        |        |           |           |           |           |           |           |        |        |                 |          |          |          |          |          |          |          |               |               |               |               |               |               |                    |                    |                    |                    |                    |                    |              |              |              |              |           |           |                   |                   |                   |                   |                   |                   |         |         |         |         |         |         |         |         |        |        |
|        |        |           |           |           |           |           |           |        |        | Aragorn         | Aragorn  | Aragorn  | Aragorn  | Aragorn  | Aragorn  |          |          |               |               |               |               |               |               |                    |                    | Arwen              | Arwen              | Arwen              | Arwen              | Arwen        | Arwen        |              |              |           |           | Elladan e Elrohir | Elladan e Elrohir | Elladan e Elrohir | Elladan e Elrohir | Elladan e Elrohir | Elladan e Elrohir |         |         |         |         |         |         |         |         |        |        |
|        |        |           |           |           |           |           |           |        |        | Aragorn         | Aragorn  | Aragorn  | Aragorn  | Aragorn  | Aragorn  |          |          |               |               |               |               |               |               |                    |                    | Arwen              | Arwen              | Arwen              | Arwen              | Arwen        | Arwen        |              |              |           |           | Elladan e Elrohir | Elladan e Elrohir | Elladan e Elrohir | Elladan e Elrohir | Elladan e Elrohir | Elladan e Elrohir |         |         |         |         |         |         |         |         |        |        |
|        |        |           |           |           |           |           |           |        |        |                 |          |          |          |          |          |          |          |               |               |               |               |               |               |                    |                    |                    |                    |                    |                    |              |              |              |              |           |           |                   |                   |                   |                   |                   |                   |         |         |         |         |         |         |         |         |        |        |
|        |        |           |           |           |           |           |           |        |        |                 |          |          |          |          |          |          |          |               |               |               |               |               |               |                    |                    |                    |                    |                    |                    |              |              |              |              |           |           |                   |                   |                   |                   |                   |                   |         |         |         |         |         |         |         |         |        |        |
|        |        |           |           |           |           |           |           |        |        |                 |          | Eldarion | Eldarion | Eldarion | Eldarion | Eldarion | Eldarion |               |               |               |               |               |               | No mínimo 3 filhas | No mínimo 3 filhas | No mínimo 3 filhas | No mínimo 3 filhas | No mínimo 3 filhas | No mínimo 3 filhas |              |              |              |              |           |           |                   |                   |                   |                   |                   |                   |         |         |         |         |         |         |         |         |        |        |

## Conceito e criação
Como relatado em The History of Middle-earth, Tolkien concebeu a personagem da "filha de Elrond" no final da escrita. Antes disso, ele considerou ter Aragorn se casando com Éowyn.

## Adaptações
Arwen não apareceu na adaptação de O Senhor dos Anéis, de Ralph Bakshi em 1978, nem na adaptação da Rankin-Bass de The Return of the King, em 1980. Na trilogia O Senhor dos Anéis de Peter Jackson, é interpretada por Liv Tyler. A trilogia dá-lhe um papel mais importante do que sua contraparte literária, embora algumas de suas cenas inventadas parecem ser inspiradas pelo Conto. A série de filmes de Jackson, lançada entre 2001 e 2003 e dividida em três filmes, foi um sucesso internacional de crítica e bilheteria. Os três filmes venceram 17 Óscares e arrecadaram ao todo 2,9 bilhões de dólares ao redor do mundo.